# ياسين اللبدي
ياسين بن علي بن أحمد بن أحمد بن محمد اللبدي (ت. 1058 هـ)، فقيه حنبلي من كفر اللبد.

## سيرته
رحل إلى مصر لطلب العلم سنة 1043 هـ، ومكث إلى سنة 1051 هـ، وأخذ الفقه عن منصور البهوتي، وأخذ الحديث والنحو عنه أيضًا، وقرأ على عامر الشبراوي (ت. 1061 هـ) شرح ألفية العراقي للقاضي زكرياء، وأجازه بها وبما تجوز له روايته. وكان يفتي على مذهب أحمد بن حنبل ببلاد نابلس.
توفي في سنة 1058 هـ.

## مؤلفاته
- تحريرات على المنتهى.[4]